# Grind (film)
Pour les articles homonymes, voir Grind.
Pour plus de détails, voir Fiche technique et Distribution.
Grind ou Ça Planche! au Québec, est un film américain réalisé par Casey La Scala en 2003.

## Synopsis
Eric et ses amis, Dustin, Matt et Sweet Lou, tous les quatre passionnés de skateboard, décident de suivre une icône du skate en espérant pouvoir performer et se faire commanditer par ce dernier. Mais leur voyage ne va pas vraiment se dérouler comme prévu.

## Fiche technique
- Titre : Grind
- Réalisation : Casey La Scala
- Scénario : Ralph Sall
- Décors : Claire Kaufman
- Costumes : Tangi Crawford
- Photographie : Richard Crudo
- Montage : Eric Strand
- Production : Bill Gerber, Hunt Lowry et Casey La Scala
- Sociétés de production : 900 Films et Asphalt Productions
- Société de distribution : Warner Bros.
- Budget : 3 millions $
- Pays d'origine :  États-Unis
- Langue originale : anglais
- Format : Couleur - 35 mm - 2,35:1 - SDDS/DTS / Dolby Digital
- Genres : Comédie
- Durée : 105 minutes
- Dates de sortie :
  - États-Unis : 15 août 2003
  - Canada : 15 août 2003
  - France : 20 février 2003

## Distribution
- Mike Vogel (VQ : Gilbert Lachance) : Eric Rivers
- Vince Vieluf (VQ : Hugolin Chevrette-Landesque) : Matt Jensen
- Joey Kern (VQ : Nicolas Charbonneaux-Collombet) : Sweet Lou Singer
- Adam Brody (VQ : Sébastien Reding) : Dustin Knight
- Jennifer Morrison (VQ : Geneviève Désilets) : Jamie
- Jason London : Jimmy Wilson
- Summer Altice : Winona
- Bam Margera (VQ : Martin Watier) : Lui-même
- Erin Murphy : La belle-mère
- Stephen Root (VQ : Stéphane Rivard) : Cameron
- Christopher McDonald (VQ : Pierre Auger) : M. Rivers
- Brian Posehn (VQ : Thiéry Dubé) : Le propriétaire du motel
- Jason "Wee man" Acuña : Le petit Timmy
- Donte Calarco : Buxom Girl #1
- Christine Estabrook : Sarah Jensen
- Randy Quaid (VQ : Marc Bellier) : Jock Jensen
- Lindsay Felton : Dawn Jensen
- Sasha Jenson (VQ : Antoine Durand) : Greg
- Chad Fernandez : Le skateur rival #1
- Alfred Briere : Le skateur rival #2
- Ehren McGhehey : Le skateur rival #3
- Jake Muxworthy : Pro
- Shonda Farr :  Sandy Moore
- Bob "Bobcat" Goldthwait : Bell Clerk
- Tom Green (VQ : Alain Zouvi) : Le propriétaire du Colorado's Skateshop
- Ryan Sheckler : Rod St. James
- Guillermo Aguilar : Lui-même
- Preston Lacy : Lui-même
- Dave Foley (VQ : Marc-André Bélanger) : le gérant de tournée